# Video Singles Collection
Video Singles Collection è il tredicesimo album video del gruppo musicale britannico Depeche Mode, pubblicato nel 2016 dalla Sony Music.

## Descrizione
Si tratta di un triplo DVD che raccoglie tutti i video musicali del gruppo nel periodo compreso tra il 1981 e il 2013, di cui alcuni commentati dai membri stessi. Appaiono inoltre versioni inedite di altrettanti videoclip.

## Tracce
DVD 1
1. Just Can't Get Enough (con i commenti di Fletch, Dave e Martin)
2. See You (con i commenti di Fletch e Martin)
3. The Meaning of Love (con il commento di Martin)
4. Leave in Silence
5. Get the Balance Right (con i commenti di Dave)
6. Everything Counts
7. Love, in Itself
8. People Are People
9. Master and Servant (con il commento di Fletch)
10. Blasphemous Rumors
11. Somebody
12. Shake the Disease (con il commento di Fletch)
13. It's Called a Heart (con il commento di Martin)
14. Stripped (con i commenti di Dave e Martin)
15. But Not Tonight
16. A Question of Lust
17. A Question of Time
18. Strangelove (con i commenti di Fletch e Dave)
19. Never Let Me Down Again (con i commenti di Fletch e Dave)
20. Behind the Wheel (con i commenti di Fletch e Dave)

DVD 2
1. Little 15
2. Strangelove '88
3. Everything Counts (Live)
4. Personal Jesus (con il commento di Fletch)
5. Enjoy the Silence (con i commenti di Dave e Martin)
6. Policy of Truth
7. World in My Eyes
8. I Feel You (con il commento di Dave)
9. Walking in My Shoes (con il commento di Martin)
10. Condemnation (Paris Mix)
11. One Caress
12. In Your Room (con il commento di Martin)
13. Barrel of a Gun (con il commento di Martin)
14. It's No Good (con i commenti di Fletch e Dave)
15. Home
16. Useless
17. Only When I Lose Myself
18. Dream On
19. I Feel Loved

DVD 3
1. Freelove (con il commento di Martin)
2. Goodnight Lovers
3. Enjoy the Silence 04
4. Precious
5. A Pain That I'm Used To
6. Suffer Well (con il commento di Dave)
7. John the Revelator
8. Martyr
9. Wrong (con i commenti di Fletch e Dave)
10. Peace
11. Hole to Feed
12. Fragile Tension
13. Personal Jesus 2011
14. Heaven
15. Soothe My Soul
16. Should Be Higher

Video bonus
1. People Are People (12" Version)
2. But Not Tonight (Pool Version)
3. Soothe My Soul (Extended)
4. Stripped (Alternate Cut)